# Janduhy Finizola
Janduhy Finizola da Cunha (Jardim do Seridó, 22 de abril de 1931-14 de septiembre de 2024) fue un médico, escritor y compositor brasileño.

## Carrera:Medicina y música
Finizola nació en Jardim do Seridó, pero se mudó a Recife desde temprana edad. Cursó medicina en la Facultad de Medicina de la Universidad Federal de Pernambuco, donde se recibió en 1957. Al año siguiente, se especializó en Gastroenterología en Río de Janeiro. En 1960, inició a ejercer su profesión en el Hospital São Sebastião, en Caruaru.
Inició su carrera como compositor musical ese mismo año. Escribió varias de sus composiciones, tales como Bananeira mangará, Ana Maria, Balanço balanceá, entre otras. Su gran oportunidad llegó en 1975, cuando compuso la banda sonora para el evento de Misa del vaquero, solicitado por el propio Luiz Gonzaga.
Sus composiciones fueron interpretadas por varios cantantes y grupos musicales, entre ellos: Dominguinhos, Orquestra Metalúrgica Filipéia, Genival Lacerda, Paulo Diniz, Marinês, Flávio José, Alcimar Monteiro, entre otros. También compuso en conjunto con Dominguinhos, Onildo Almeida, Jacinto Silva y Luiz Gonzaga, entre otros.

## Libros
- Rezas de sol para la Misa del vaquero - 1976
- Oficina de infinitos - Recife: Bagaço, 2004, 72 pág. ISBN 85-7409-649-8 (Poemas)
- Sementes - Recife: Bagaço, 2006, 80 pág. ISBN 85-373-0177-9 (Poemas)
- Espaço da palavra - Recife: Bagaço, 2011, 71 pág. ISBN 978-85-373-0880-6 (Poemas)